# Othmar Lux
Othmar Lux fue un escultor y pintor austriaco, nacido el año 1892 y fallecido en 1980, que residió en la localidad de Vöcklabruck

## Obras
Entre las  obras de Othmar Lux se incluyen las siguientes:
- Estatua de San José Obrero en el altar lateral izquierdo de la Iglesia del Sagrado Corazón en Gmünd (1950).[nota 1]
- Paisaje Casas y monasterio junto al río -

Flusslandschaft mit Häusern und Klosteranlage, óleo sobre lienzo 48 x 63,5 cm - Casa de subastas Dorotheum, Viena (5 de junio de 2003).
- Fausto y Mefisto

"Faust und Mephisto", óleo sobre lienzo 64 x 49  - Casa de subastas Dorotheum, Viena (19  de octubre de 2011).·